# Mario Antonio Rodríguez
Mario Antonio Rodríguez Gaxiola hay Marito (sinh ngày 23 tháng 8 năm 1995 ở Ahome, Sinaloa) là một cầu thủ bóng đá người México hiện tại thi đấu cho Guadalupe F.C. theo dạng cho mượn từ Santos Laguna.